# Mireia Companys
Mireia Companys Tena (Barcelona, 1975) es una poeta , narradora catalana.

## Biografía
Licenciada en Humanidades (1998), en Filología Catalana (2000) y en Traducción e Interpretación (2000|2007) por la Universidad Autónoma de Barcelona, y estudiosa de la obra de Roberto Bolaño. Se dedica a la docencia y a la traducción, y ha sido profesora de lengua y literatura catalanas en la Universidad de Sassari (2002-2003), en Cerdeña, y en la Universidad Can'Foscari de Venecia (2008-2009).

## Obra
Ha publicado los poemarios Perfils de la inconsistència y Un brot de febre, la novela breve de Lectura Fácil La mirada ferida, y el libro de relatos Venècies. La incerta topografia dels somnis. También ha publicado varias obras en libros colectivos (Salvatges silencis, 2004, y Bellesa ferotge, 2006, editorial Fonoll), en revistas y diarios, y algunos de sus poemas han sido incluidos en la antología Donzelles de l'any 2000 Ha obtenido el Premio Letterario Celso Macor de Romanos de Isonzo (Gorizia) del 2013, con la compilación de poemas en lengua italiana Anatomia di un viaggio.
Ha colaborado con varios poemas en la exposición de fotografía Interpretazioni, de la algueresa Silvia Fiori (Roma y Alguer, 2013), y ha participado en presentaciones y recitales a ciudades como Barcelona, Gerona, Tarragona, Alguer, Venecia, Nueva York y Guadalajara (México). Como traductora, ha traducido al italiano algunos de los poemas de La murga de Montserrat Costas.
Entre sus referentes literarios destacan autores como Gabriel Ferrater, Joan Vinyoli, Julio Cortázar, Jorge Luis Borges y Roberto Bolaño.

## Publicaciones seleccionadas
- Perfils de la inconsistència, Viena, 2003
- La mirada ferida, Germania, 2005
- La mirada ferida, Publicacions de l'Abadia de Montserrat, 2006[5]
- Venècies. La incerta topografia dels somnis, Pagès, 2009[6]
- Identidad en crisis y estética de la fragmentariedad en la novela de Roberto Bolaño, Universitat Autònoma de Barcelona, 2010[7]
- Un brot de febre, Edicions Tremendes, 2016

## Premios
- 2000, Premio Ferran Canyameres de Narraciones Cortas
- 2002, Premio Octavio Paz de Poesía
- 2003, Premio de Poesía Joan Duch[8]
- 2005, Premio de Poesía Joan Duch
- 2009, Premio 7 Letras[9]
- 2013, Premio Letterario Celso Macor[10][11]